# Placas de identificação de veículos no Mercosul

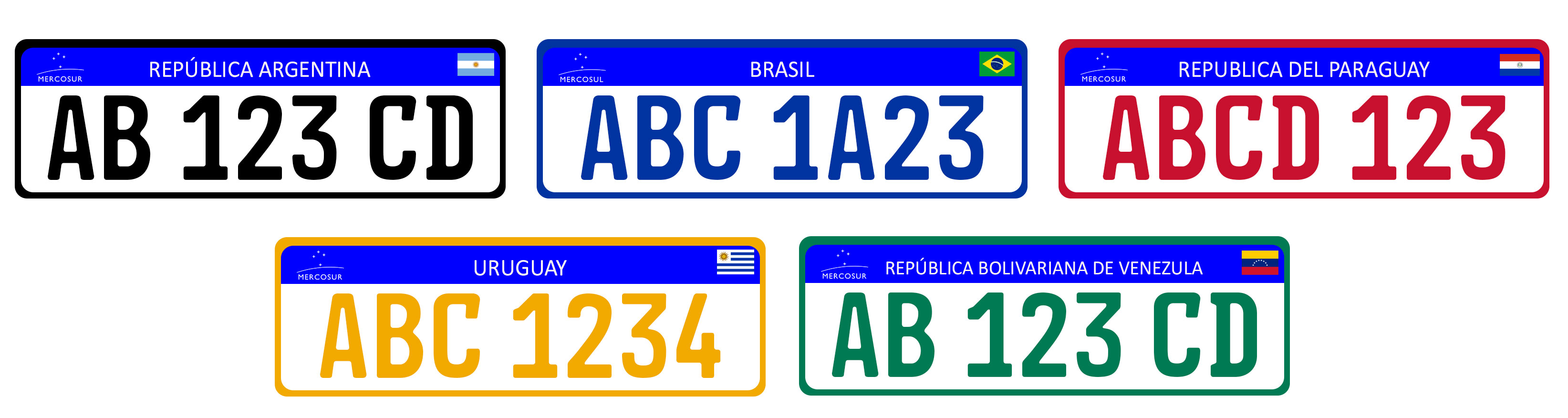
Placas dos países-membros do MERCOSUL.

As placas de identificação de veículos no Mercosul (oficialmente: Placa MERCOSUL; anteriormente: Patente MERCOSUL) são um sistema em implantação de cadastro de veículos do transporte rodoviário em países do Mercado Comum do Sul (MERCOSUL), bloco regional e organização intergovernamental fundado em 1991.
Durante um encontro realizado em Foz do Iguaçu, no Brasil, em 15 de dezembro de 2010, foi aprovada uma resolução para unificar os modelos de placas dos então quatro países pertencentes ao bloco: Argentina, Brasil, Paraguai e Uruguai. O planejamento inicial previa a implantação em até 10 anos, inicialmente a partir de 2016 para veículos de carga e de passageiros que circulassem além das fronteiras. Em 8 de outubro de 2014, um novo encontro, realizado em Buenos Aires, Argentina, com os representantes dos agora cinco países-membros do bloco (os quatro fundadores mais a Venezuela) foi apresentado o modelo de placas do Mercosul, com implantação prevista a partir de 2016.
Prevê-se que a medida atingirá uma frota de 110 milhões de veículos nos cinco países e tem como objetivos facilitar a circulação e a segurança viária entre os países do bloco, assim como assegurar a existência de um banco de dados conjunto. O design básico foi obra de um argentino, Nelson Sarmiento. No entanto, embora inicialmente se pretendesse uma base alfanumérica única para todos os países do bloco, cada país acabou por adotar um formato próprio, de modo a garantir o controle sobre sua própria base de cadastro de veículos.

## Características comuns

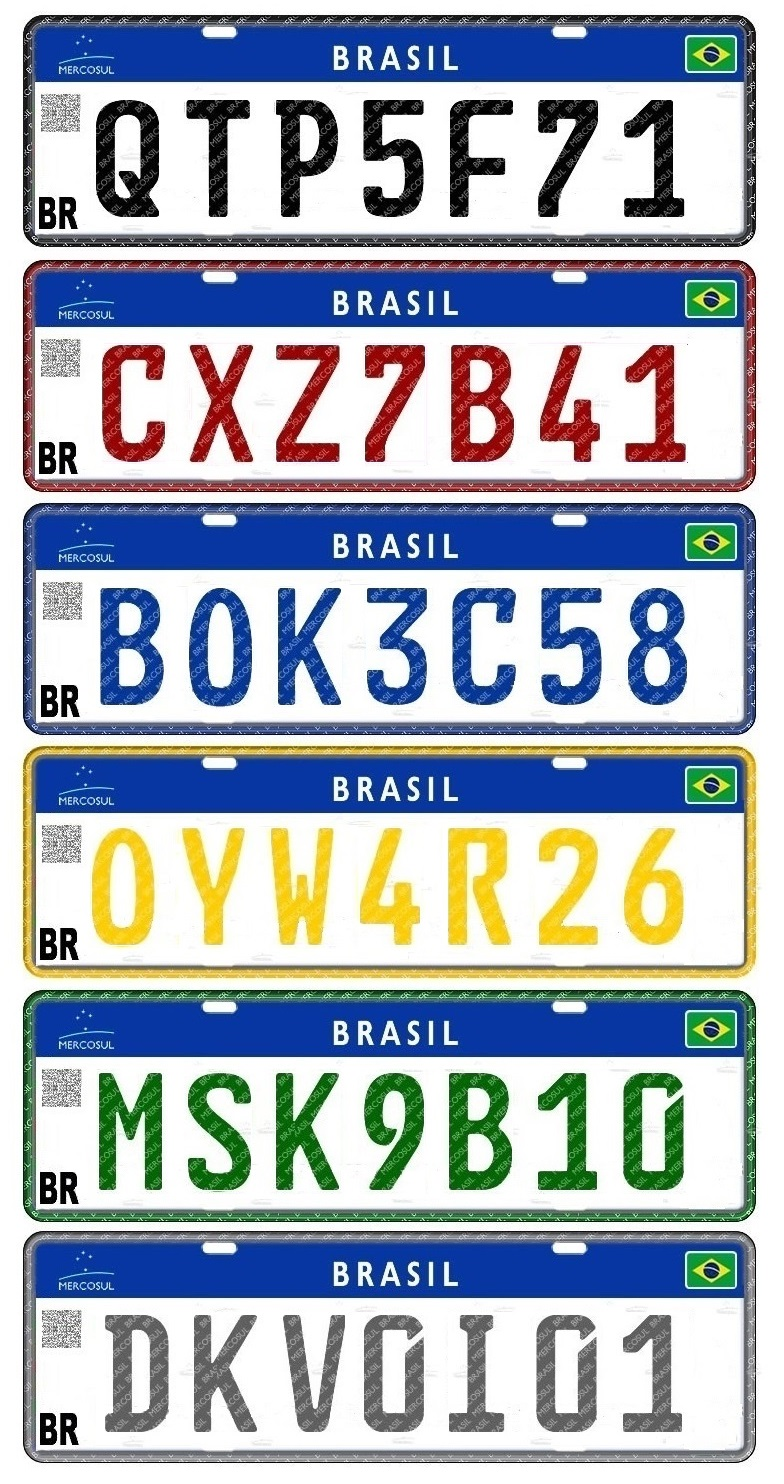
Tipos de placas brasileiras no padrão Mercosul. Seguindo as diretivas da Resolução 33 do Mercosul, o fundo é sempre branco: a categoria é indicada pela cor dos caracteres alfanuméricos e pela borda da placa

Conforme o anexo da Resolução 33/2014 do Mercosul, haverá as seguintes características em comum:
- Arranjo: sete caracteres;
- Bandeira do Estado-membro: a bandeira de cada país na parte direita da faixa azul, com arestas arredondadas;
- Dimensões: 400mm x 130mm para automóveis em geral / 200mm x 170mm para motocicletas;
- Emblema do bloco: o emblema do Mercosul/Mercosur na parte esquerda da faixa azul;
- Faixa azul: a parte superior das placas conterá uma faixa na cor azul, com largura de 30mm;
- Fonte tipográfica: FE Engschrift.

Este é o esquema de cores a ser aplicado nos caracteres identificadores conforme a utilização do veículo:
| Uso do veículo | Cor dos caracteres | Especificação da cor                             |
| -------------- | ------------------ | ------------------------------------------------ |
| Coleção        |                    | Cinza (Swop Pantone Gray)                        |
| Comercial      |                    | Vermelho (Pantone Fórmula Sólido Brilhante 186C) |
| Diplomático    |                    | Dourado (Pantone Fórmula Sólido Brilhante 130C)  |
| Experiência    |                    | Verde (Pantone Fórmula Sólido Brilhante 341C)    |
| Oficial        |                    | Azul (Pantone Fórmula Sólido Brilhante 286C)     |
| Particular     |                    | Preto                                            |

## Implantação por país

### Argentina

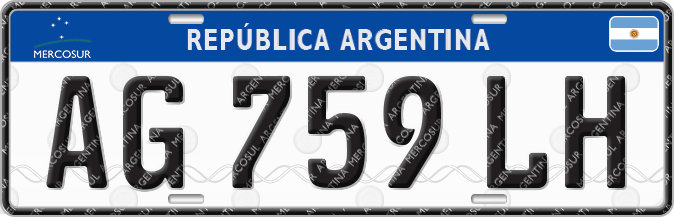
Placa argentina

Na Argentina, as placas do novo padrão substituíram o modelo anterior, no formato ABC 123, vigente desde meados da década de 1990 e que estava próximo da exaustão de combinações. O país passou a usar a inscrição com seu nome oficial - REPÚBLICA ARGENTINA - na faixa azul da placa, no modelo Mercosul, no formato AB 123 CD, de modo a evitar a formação de palavras.
Na Argentina tornou-se obrigatório o emplacamento de veículos no padrão Mercosul 0km a partir de abril de 2016. Os veículos com as placas do sistema anterior não serão reemplacados a princípio. A implantação - prevista para ocorrer a partir de janeiro de 2016, foi adiada para abril, através de uma disposição do Ministério da Justiça, em função de problemas de ordem operacional levantados pela Casa de la Moneda para cumprir as exigências estabelecidas, com o início efetivado em 1 de abril de 2016.

### Brasil

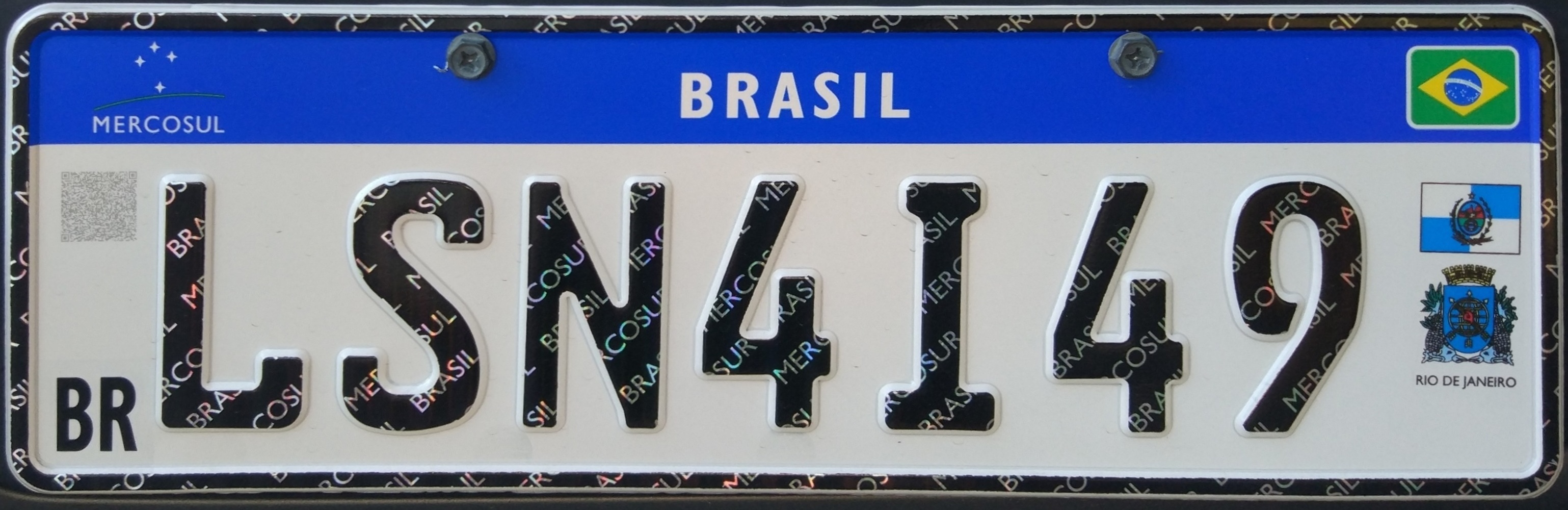
Placa dianteira de veículo registrado na cidade do Rio de Janeiro, RJ, antes da eliminação das bandeiras estaduais e dos brasões municipais, que estavam em desacordo com as regras comuns para os países-membros.

No Brasil, as placas padrão Mercosul estão em processo de substituição do modelo anterior, instituído a partir de 1990, no formato ABC•1234. O país passou a exibir seu nome comum - BRASIL - na faixa azul da placa. Inicialmente, a Resolução 510/2014 do Denatran previa a implantação do sistema para os veículos emplacados e reemplacados a partir de 1 de janeiro de 2016. Porém, após discussões sobre os desafios técnicos para a implantação do novo sistema, a implantação foi adiada em um ano, para 1 de janeiro de 2017, através da Resolução 527, de 29 de abril de 2015. Em 24 de maio de 2016, a Resolução 590/2016 estabeleceu - pela segunda vez - o sistema de placas Mercosul, e revogou expressamente o texto da Resolução 510/2014 e manteve o início da implantação a partir de 1 de janeiro de 2017, com um período de transição fixado até 31 de dezembro de 2020.
Em 6 de março de 2018 o Contran baixou a Resolução 729, estabelecendo - pela terceira vez - o sistema de Placas de Identificação de Veículos no padrão disposto na Resolução MERCOSUL/do Grupo Mercado Comum nº 33/2014. A princípio, conforme o modelo da Resolução 510, todas as placas terão quatro letras e três números: entretanto, era previsto que os automóveis em geral utilizassem o formato ABC1D23 e as motocicletas, o formato ABC12D3), diferentemente dos outros países e do modelo comum originalmente previsto no lançamento do padrão; entretanto, dada a ausência de descrição clara, também se aventava que a forma de distribuição das letras e dos números seria aleatória. Ainda conforme a Resolução, o Brasil teria como diferença a presença das bandeiras dos Estados e do Distrito Federal e dos brasões dos municípios com o nome destes últimos. No entanto, em 28 de novembro de 2018, o ministro das Cidades, Alexandre Baldy, apontou o fim do uso de brasões ou bandeiras de estados e de brasões de municípios nas novas placas. Tais itens estavam previstos na regulamentação brasileira sobre o novo emplacamento, mas não faziam parte do acordo assinado pelo Brasil e pelos demais países do Mercosul.
Em 10 de maio de 2018, a Resolução 733 alterou extensivamente o texto da Resolução 729, trazendo novas regras no concernente aos fabricantes de placas, removendo a data limite para implantação e adiando a obrigatoriedade da implantação nacional do sistema para 1 de dezembro de 2018. Em 11 de setembro de 2018, o Detran do Rio de Janeiro foi o primeiro a emitir as placas no novo padrão, com quatro letras e três números, no formato ABC1D23. Em 17 de setembro de 2018, foi baixada a resolução 741, que estabeleceu o formato ABC1D23 para todos os veículos e uma tabela de conversão, na qual os veículos já emplacados terão o antepenúltimo caractere alterado de um número para uma letra, conforme a tabela abaixo:
| Segundo dígito da placa (formato ABC-1234) | Quarta letra da placa Mercosul (formato ABC1C34) |
| ------------------------------------------ | ------------------------------------------------ |
| 0                                          | A                                                |
| 1                                          | B                                                |
| 2                                          | C                                                |
| 3                                          | D                                                |
| 4                                          | E                                                |
| 5                                          | F                                                |
| 6                                          | G                                                |
| 7                                          | H                                                |
| 8                                          | I                                                |
| 9                                          | J                                                |

Em 28 de novembro de 2018, o Ministério das Cidades informou que as placas no padrão Mercosul não mais teriam as bandeiras de estados e os brasões municipais, inovação ausente na proposta original do Mercosul, com o objetivo de evitar despesas extras em trocas de plaquetas quando o veículo muda de município e/ou de estado, após questionamentos do Observatório Nacional de Segurança Viária. Em 28 de junho de 2019, o Conselho Nacional de Trânsito (Contran) editou nova resolução, a de número 780, de 26 de junho de 2019, publicada no Diário Oficial da União da sexta-feira, 28 de junho de 2019, que pretendeu baratear os custos com emplacamento dos veículos e aumentar a segurança das placas, dificultando a clonagem e falsificação. De acordo o documento, o novo modelo de Placas de Identificação Veicular (PIV), assim como o Contran revogou a resolução 729/2018, que havia estabelecido a implantação de placas no padrão Mercosul em todo o território nacional até o dia 30 de junho de 2019, sendo que até essa data, somente 7 das 27 unidades federativas do Brasil haviam adotado o novo sistema. Com o novo adiamento, os 20 Detrans que ainda não aderiram até aquela data tiveram até o dia 31 de janeiro de 2020 para se adaptarem ao novo padrão. Após o advento da Resolução 780, mais três estados iniciaram o emplacamento ainda em 2019: Piauí em setembro Paraíba em novembro e Rondônia em dezembro. Em 2020, todos os demais estados - um total de dezesseis - e o Distrito Federal implantaram o sistema entre janeiro e fevereiro: começando com o Acre em 20 de janeiro e terminando com Minas Gerais e Tocantins em 18 de fevereiro. Assim, após um ano e cinco meses desde o início da implantação, o padrão Mercosul passou a valer em todo o país.

### Paraguai

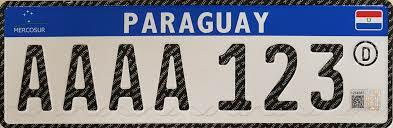
Placa do Paraguai, modelo de pré-produção. No modelo de produção efetiva, o D envolto por um círculo deixou de existir

O Paraguai substituiu o sistema corrente, com placas de letras vermelhas em fundo branco, no formato ABC 123 para automóveis em geral e 123 ABC para motocicletas, pelo padrão Mercosul, com letras pretas em fundo branco no formato ABCD 123 para automóveis em geral e 123 ABCD para motocicletas. O país pretendia usar seu nome oficial - República del Paraguay - na faixa azul da placa, mas quando da adoção efetiva veio a usar apenas o nome comum - PARAGUAY. Em função da necessidade de adequação prévia ao Registro Único de Automotores (RUA), o país declarou sua intenção de adotar o novo sistema a partir de 2017. Entretanto, após várias postergações, somente em outubro de 2018 saiu legislação, que ao final desse ano ainda estava pendente de regulamentação, estabelecendo o início da implantação das placas no padrão Mercosul para abril de 2019. Por fim, já em 2019, o Paraguai, através do órgão responsável, o Registro Único del Automotor decidiu dar início à implantação do novo sistema a partir de 1º de julho, com o uso de mecanismos de segurança, tal como o uso de Código QR, com o formato alfanumérico passando a quatro letras e três números, no formato ABCD 123.

### Uruguai

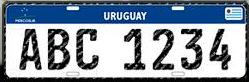
Placa uruguaia. A primeira letra indica o departamento de registro do veículo. No presente caso, a letra A indica o registro em Canelones.

O Uruguai foi o primeiro país a emplacar seus veículos no modelo Mercosul, a partir do início de março de 2015. O país continuou a exibir seu nome usual - URUGUAY - na faixa azul da placa. No Uruguai, o modelo seguirá o formato anterior, com três letras e quatro números (ABC 1234) com as características de cor, formato e desenho do padrão Mercosul. A implantação uruguaia da placa Mercosul segue o padrão anterior, no qual a primeira letra indica o departamento de registro do veículo (S, por exemplo representa o departamento de Montevidéu, no qual se situa a capital do país). A única exceção ao padrão nacional está no departamento de Maldonado, representado pela letra inicial B, no qual a parte inferior das placas possui uma aba na qual consta o nome do município de registro.

### Venezuela
A Venezuela já utiliza o formato AB 123 CD em suas placas, e pretendia adaptar o formato ao padrão do bloco, tendo reconhecido a importância da criação de um sistema conjunto o mais breve possível. O país pretendia usar seu nome oficial - República Bolivariana de Venezuela - na faixa azul da placa. No entanto, em função da gravíssima crise econômica, política e social que o país atravessa desde 2012, a Venezuela foi suspensa do Mercosul em 2017 por "ruptura da ordem democrática", o que supõe ter provocado a suspensão da adoção por tempo indeterminado.

### Bolívia

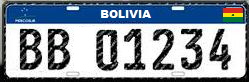
Placa boliviana, padrão Mercosul, uso restrito a veículos de carga destinados ao transporte internacional

A Bolívia ainda não havia ingressado como país-membro do Mercosul em 2021, muito embora tenha dado vários passos nesse sentido, sendo ainda membro associado. O país andino como padrão utiliza placas no formato 1234 ABC em tamanho e fonte distintas do padrão Mercosul, mas em 2017 colocou em vigência um modelo dentro do padrão Mercosul para uso por veículos de carga em direção ao Peru, no formato AB 12345.